# Flores (wyspa w Indonezji)
Flores (z port. „kwiaty”) – indonezyjska wyspa wchodząca w skład Małych Wysp Sundajskich. Druga co do wielkości wyspa tego archipelagu. Na południowy wschód od wyspy położona jest wyspa Timor, na południowy zachód – wyspa Sumba, a na północ – Celebes.
- Powierzchnia: 14 273 km²[1]
- Liczba mieszkańców: 1 831 000 (2010)
- Główne miasta: Ruteng, Ende, Maumere[2]
- Podział administracyjny (dystrykty): Manggarai, Ngada, Ende, Sikka i Flores Timur

Administracyjnie wchodzi w skład prowincji Małe Wyspy Sundajskie Wschodnie.
Od nazwy wyspy pochodziła nazwa holenderskiej kanonierki Hr.Ms. „Flores” oraz typu kanonierek do którego ta należała: Flores.

## Warunki naturalne
Wyspa jest górzysta (najwyższy szczyt Mandasawu 2370 m n.p.m.), rozciąga się w kierunku równoleżnikowym. Na wyspie znajdują się liczne czynne i nieczynne wulkany, a region jest aktywny tektonicznie. Znaną atrakcją przyrodniczą i turystyczną jest wygasły wulkan Keli Mutu z trzema kolorowymi jeziorami. Wulkan uważany jest przez ludność tubylczą za świętą górę, wierzą oni, że jest to miejsce przebywania duchów. Jeziora co pewien czas zmieniają swoje kolory.
Na Flores znajdują się dwa parki narodowe: Park Narodowy Kelimutu i Park Narodowy Komodo oraz liczne rezerwaty przyrody.
Nazwa „Flores” wzięła się od portugalskiej nazwy przylądka Kopondai (Cabo de Flores) we wschodniej części wyspy, nazwanego tak z powodu porastających ten obszar krzewów (Poinciana regia).

### Flora
Klimat tropikalny. Występują sawanny i lasy monsunowe.

### Fauna
Na Flores oraz położonych w pobliżu wyspach (m.in. Komodo) żyją w stanie dzikim wielkie gady, warany z Komodo (Varanus komodoensis), ze względu na wygląd i mięsożerność zwane „smokami”.

## Gospodarka
Uprawa ryżu, kukurydzy, palmy kokosowej, trzciny cukrowej, kawy, manioku
- Hodowla bydła
- Turystyka

## Demografia
Wyspa zamieszkiwana jest przez ludność o mieszanym pochodzeniu papuasko-austronezyjskim. Używane na wyspie języki (takie jak sika, ende, ngadha czy rongga), choć klasyfikowane w ramach rodziny austronezyjskiej, wykazują cechy substratu papuaskiego.
Współcześnie wśród ludności Flores przeważa katolicyzm, co odróżnia wyspę od wielu innych zakątków Indonezji (gdzie dominuje islam lub protestantyzm). Największą grupą etniczną są Mangarajowie, a język manggarai – w dialekcie z miasta Ruteng – bywa stosowany do kontaktów międzyetnicznych (podobnie jak indonezyjski).
Na wybrzeżu obecna jest ludność napływowa, która przybyła z innych wysp Indonezji.

## Homo floresiensis

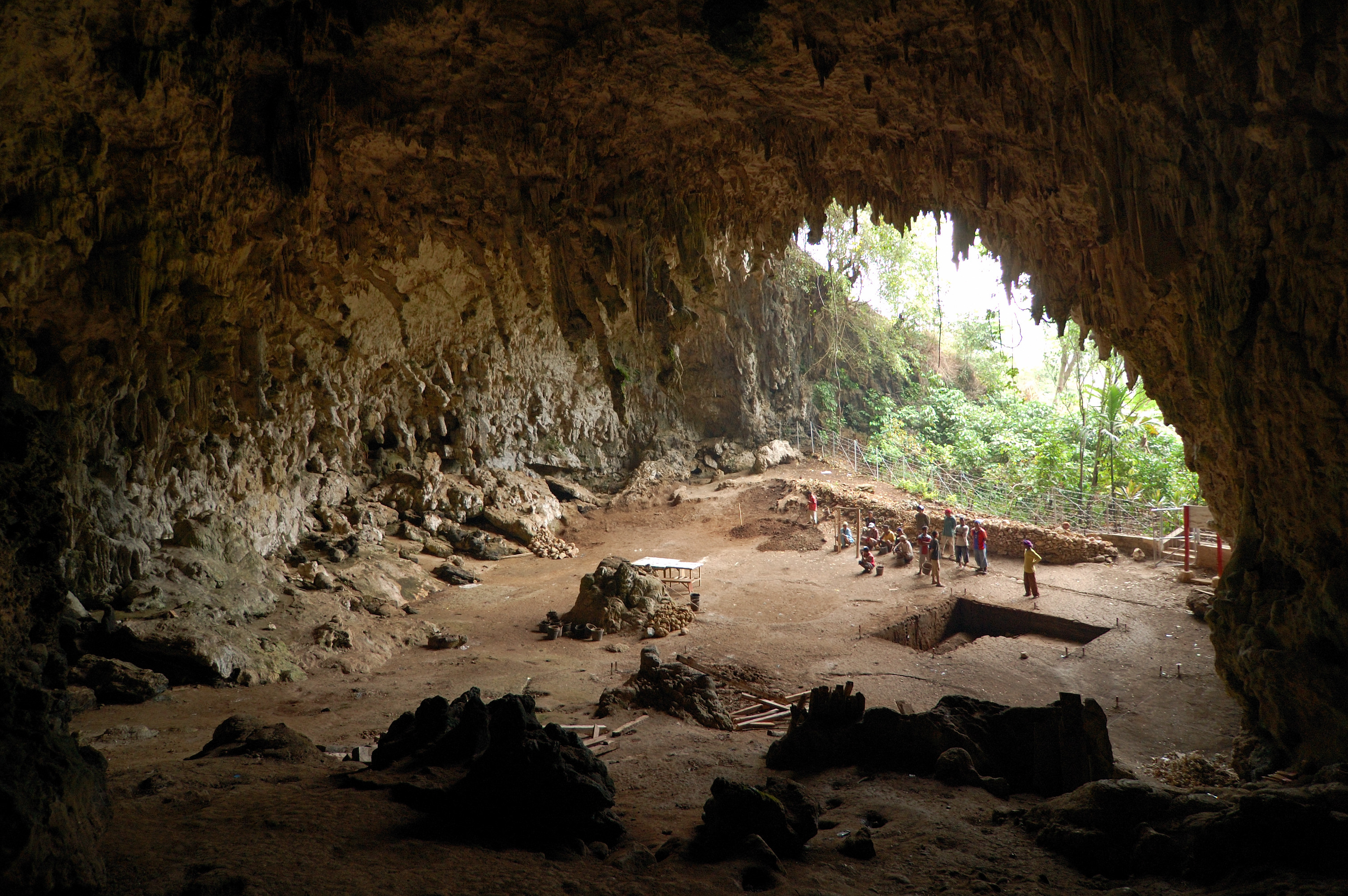
Jaskinia Liang Bua

Homo floresiensis to opisany w 2004 roku gatunek człowieka, występujący na wyspie jeszcze około 18 tys. lat temu.